# American Renaissance
American Renaissance (AR o AmRen) es una publicación mensual de supremacía blanca fundada y editada por Jared Taylor.  Es publicada por la New Century Foundation, que se describe a sí misma como una "realista de raza, organización de defensa blanca". También ha sido descrito como alt-right por The Guardian.

## Historia
La revista y la fundación fueron fundadas por Jared Taylor, y el primer número se publicó en noviembre de 1990.
American Renaissance, New Century Foundation o Taylor han tenido vínculos con organizaciones como el Council of Conservative Citizens (una organización de supremacía blanca ), el Pioneer Fund (otra organización de supremacía blanca) y el British National Party, un partido de extrema derecha británico. Los ex Grandes Magos del Ku Klux Klan Don Black y David Duke han asistido a conferencias de AR y se los ha visto hablar con Taylor. La organización ha celebrado conferencias bianuales que están abiertas al público y que atraen a 200-300 personas. Los críticos dicen que algunos de los que asisten son neonazis, nacionalistas blancos, separatistas blancos, negadores del Holocausto y eugenistas.

## Contenido
American Renaissance es una publicación de supremacía blanca. El 18 de diciembre de 2017, las cuentas de la revista y su editor Jared Taylor fueron suspendidas por Twitter. Antes de la suspensión, la cuenta de la revista tenía 32.800 seguidores.
La publicación promueve nociones pseudocientíficas "que intentan demostrar la superioridad intelectual y cultural de los blancos y publica artículos sobre el supuesto declive de la sociedad estadounidense debido a las políticas sociales integracionistas".
El sitio web se describe a menudo como una publicación de la supremacía blanca; CNN, The Washington Post, Fortune, Slate y el New York Daily News, entre otros, han informado sobre la revista como tal.

## Recepción y controversias

### Southern Poverty Law Center
American Renaissance y The New Century Foundation aparecen en una lista de 115 "grupos nacionalistas de odio blanco" publicados en el Informe de Inteligencia del Centro Legal sobre la Pobreza Sureña.
Taylor declaró en una entrevista de radio que "nunca he sido miembro del Klan. Nunca he conocido a una persona que sea miembro del Klan", aunque un artículo en el Pittsburgh Post-Gazette señaló que Taylor al menos conoció al exmiembro del Klan David Duke en una conferencia de American Renaissance, y se sentó con Don Black, un ex Gran Mago del Klan, en la mesa de la cocina de Taylor.

### Liga Anti-Difamación
La organización judía, no gubernamental, estadounidense Liga Antidifamación describe American Renaissance como un "diario de supremacía blanca".

### Conferencias
American Renaissance ha mantenido conferencias desde 1994. Los activistas antirracistas a veces lograron persuadir a los hoteles privados de cancelar sus reservas con American Renaissance. En 2011, la publicación planeaba celebrar una conferencia de tres días en un hotel del Sheraton Airport en Charlotte, Carolina del Norte. El hotel canceló la reserva del grupo en medio de los planes de los activistas contra el racismo y la Organización de Defensa Judía para protestar en la cita de la conferencia. Según informes, el alcalde de la ciudad se puso en contacto con el hotel.
Desde 2012, el American Renaissance ha celebrado su conferencia en Montgomery Bell State Park Inn en Burns, Tennessee, un sitio de propiedad estatal. Las protestas a menudo han tenido lugar fuera de las instalaciones de la conferencia

### Supuesto memo del DHS sobre el tiroteo de Tucson en 2011
Un documento que inicialmente afirmaba ser un memorándum filtrado del Departamento de Seguridad Nacional (DHS) alegaba que Jared Lee Loughner, el pistolero acusado en el tiroteo de Tucson de 2011 que hirió a la congresista Gabrielle Giffords y mató a seis transeúntes, podría haber tenido vínculos con el Renacimiento Americano, al que llamó un grupo "anti-ZOG (Gobierno de Ocupación Sionista) y antisemita". En una entrevista con Fox News, Jared Taylor negó que la organización utilizara el término "ZOG" y dijo que Loughner no tenía ninguna conexión con ellos.
Al día siguiente, los funcionarios del DHS informaron que "el departamento no ha establecido ninguna posibilidad de este tipo, socavando lo que parece ser la base principal de esta reclamación". Además, no se había emitido ningún memorando de este tipo.
El comandante David Denlinger, comandante del Centro de Información contra el Terrorismo de Arizona, reconoció que el documento provenía de su agencia, pero contenía errores. Dijo que no tenía motivos para creer que Loughner tuviera alguna conexión directa con American Renaissance o que lo dirigiera.